# セルゲイ・クルグロフ (詩人)
セルゲイ・ゲンナディエヴィチ・クルグロフ（1966年7月26日 - , ロシア語: Серге́й Генна́дьевич Кругло́в, ラテン文字転写: Sergei Gennadiyevich Kruglov）は、ロシアの詩人、正教の司祭。
クラスノヤルスクに生まれる。ジャーナリズムをシベリア連邦大学（Сибирский федеральный университет）で学んだが卒業はしていない。都市の新聞『ヴラスチ・トゥルードゥ』（ロシア語: Власть труду, "労働への力"の意）で働き、1993年から詩を刊行してきた。1996年にはロシア正教会で洗礼を受け、3年後には司祭に叙聖された。ミヌシンスクの救世主大聖堂で奉職している。2002年には、地方文学撰（Нестоличная литература）に選ばれていた彼の詩集の一つが、アンドレイ・ベリー賞の最終選考に残った。2008年には、作品『鏡』（2007年、Зеркальце）と『タイピスト』（2008年、Переписчик）でこれを受賞している。

## 刊行物
- Снятие Змия со креста (The Deposition of the Serpent, 2003)
- Зеркальце (The Mirror, 2007)
- Приношение (The Offering, 2008)
- Переписчик (The Typist, 2008)

## 批評
- （ロシア語） Galina Ermoshina, Power to the Dark, a review at Russian Journal, 13 November 2002.
- （ロシア語） Dmitry Kuzmin, Underground Fire, a review of Deposition of the Serpent in the New Literary Review, 2003.
- （ロシア語） Elena Fanailova, Deposition of the Serpent, a review in The Critical Mass, issue 2, 2004.
- （ロシア語） Boris Dubin, By Cellulose and Saliva, an analysis of Kruglov's style in the New Literary Review, 2007.